# Coelaenomenodera leroyi
Coelaenomenodera leroyi es un coleóptero de la familia Chrysomelidae.
Fue descrita científicamente en 1880 por Fairmaire.